# الواسطة (تريم)

تعديل مصدري - تعديل

الواسطة هي إحدى قرى عزلة تريم بمديرية تريم التابعة لمحافظة حضرموت، بلغ تعداد سكانها 872 نسمة حسب تعداد اليمن لعام 2004.